# Hiptage benghalensis
Espèce
Classification phylogénétique

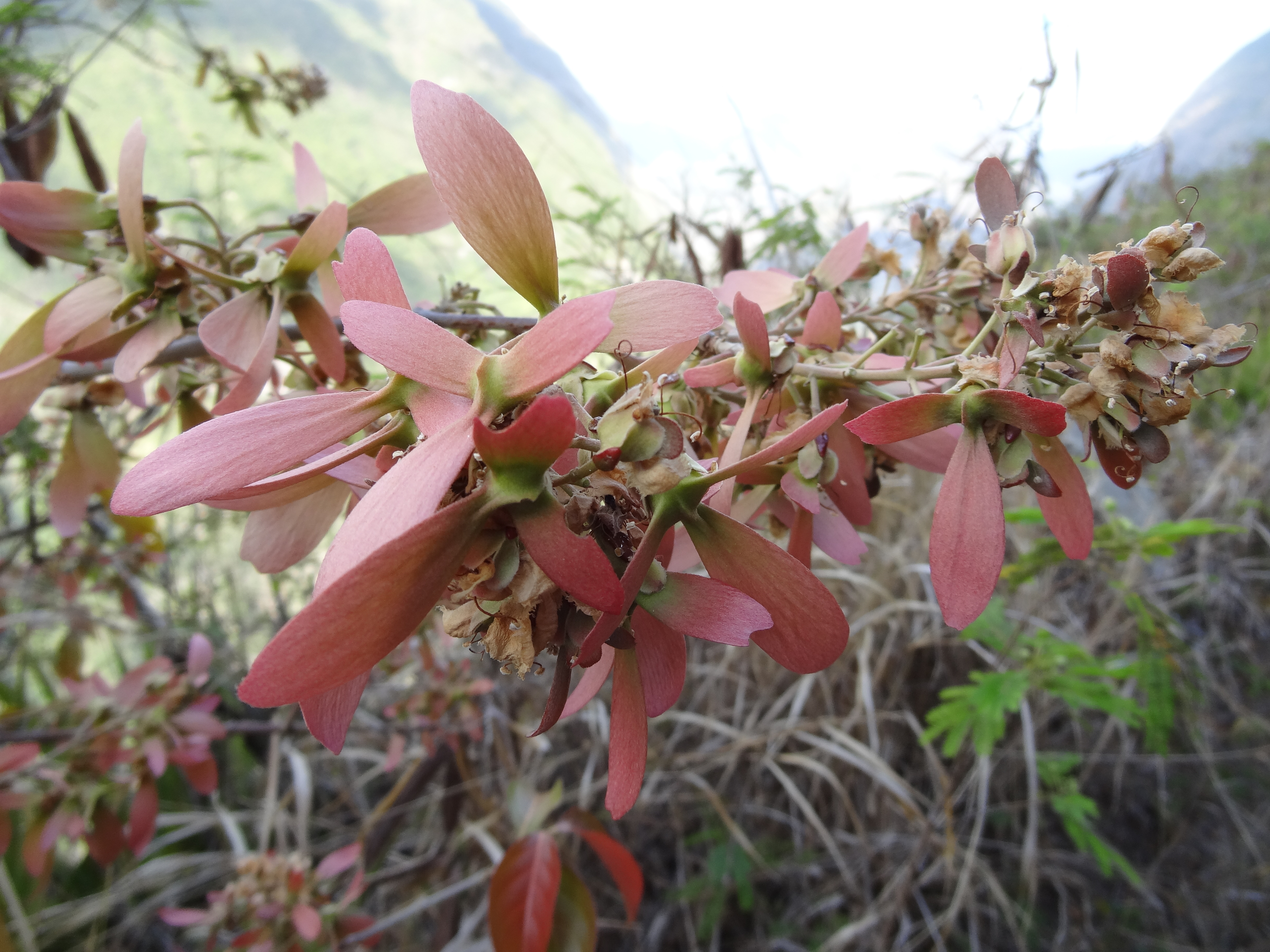
Fructification.

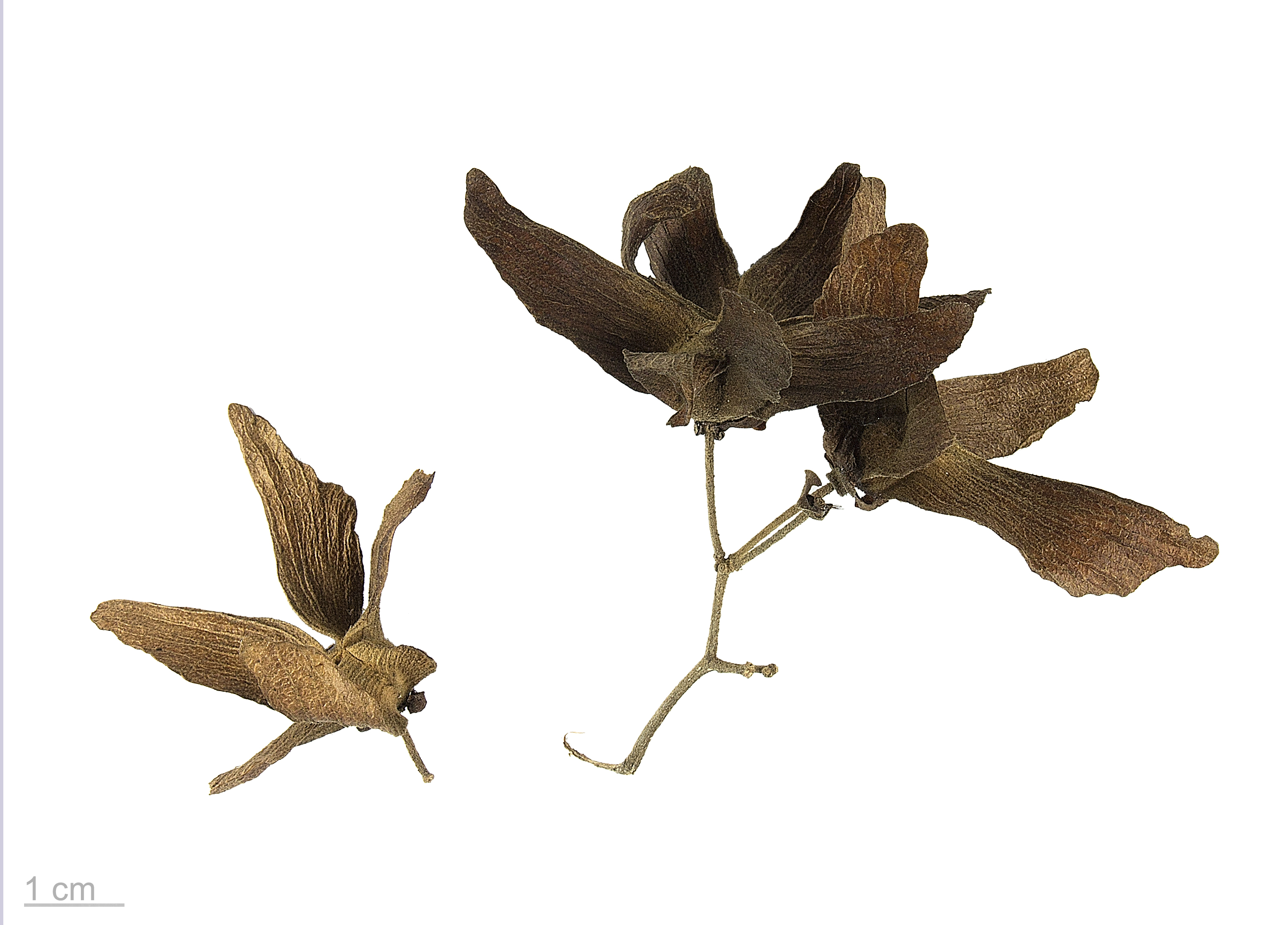
Fructification (samares).

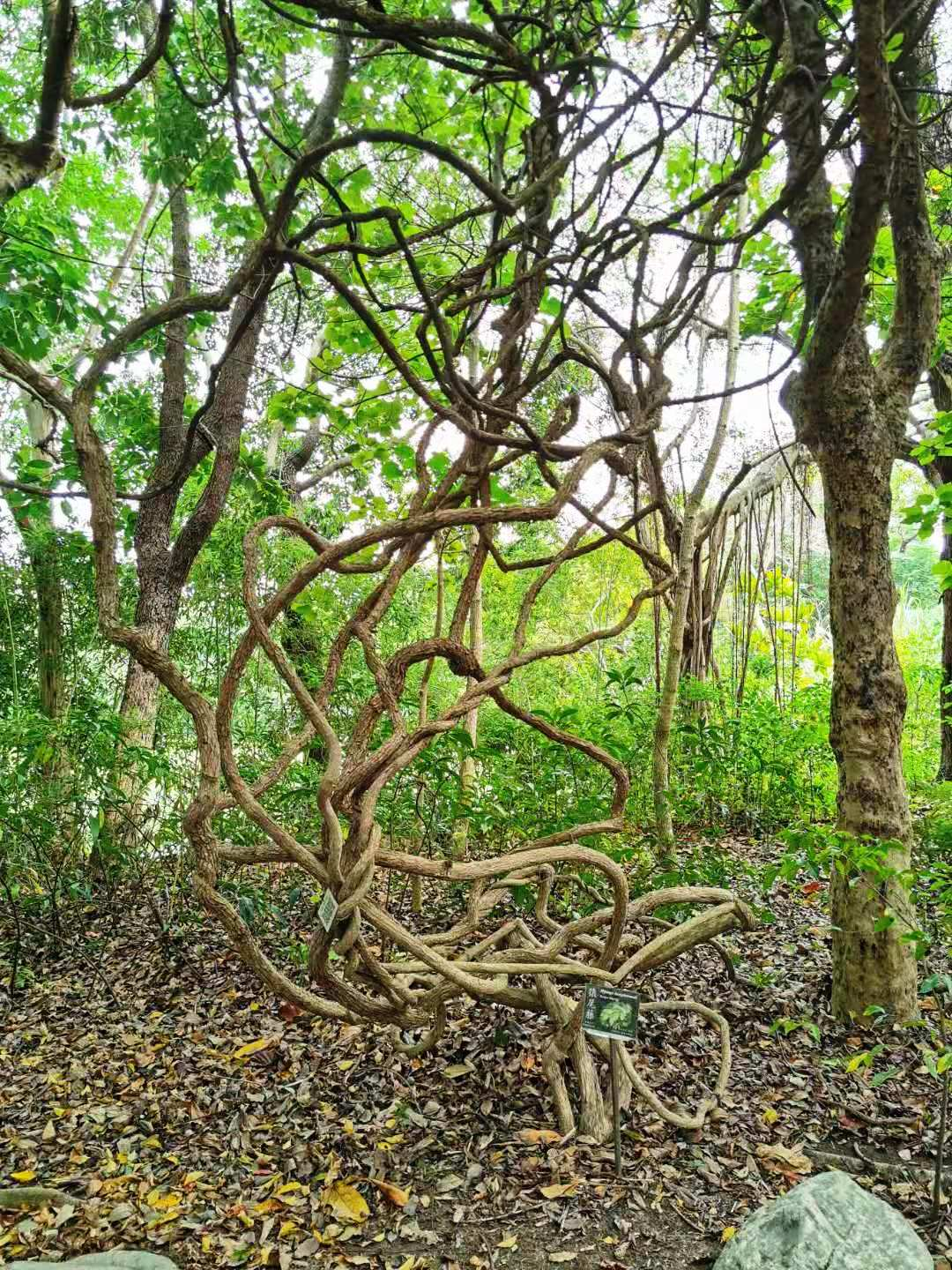
Liane.

Hiptage benghalensis, la liane de cerf, est une espèce de plantes à fleurs dicotylédones de la famille des Malpighiaceae, originaire d'Asie tropicale.
C'est une liane ligneuse, aux feuilles opposées, des régions subtropicales à tropicales, originaire d'Inde, d'Asie du sud-est et des Philippines. Elle est devenue envahissante en Floride, à Hawaï, à La Réunion, à Maurice et dans l'ouest de l'Australie. Elle étouffe les arbres sur lesquels elle prend appui.
Sa tige peut devenir très ligneuse en se développant. On parle alors de tronc et la plante peut être considérée comme un arbuste.
Noms vernaculairesliane de cerf, liane papillon (La Réunion) ; liane de Cythère, liane de fleurs d'oranger, liane rouge (Maurice).

## Taxinomie
L'espèce a été d'abord décrite par Linné sous le nom de Banisteria benghalensis L. (basionyme). Le nom binominal actuel est dû au botaniste allemand, Wilhelm Sulpiz Kurz, et a été publiée en 1874 dans le Journal of the Asiatic Society of Bengal (Part 2. Natural History 43: 136.).

### Synonymes
Selon Invasive Species Compendium (ISC) :
- Banisteria benghalensis L.
- Banisteria tetraptera Sonnerat
- Banisteria unicapsularis Lam.
- Gaertnera indica J.F.Gmel.
- Gaertnera obtusifolia (DC.) Roxb.
- Gaertnera racemosa Vahl H. madablota Gaertn.
- Hiptage benghalensis (L.) Kunz  forma longifolia Nied.
- Hiptage benghalensis (L.) Kurz  forma cochinchinensis Pierre
- Hiptage benghalensis (L.) Kurz  forma latifolia Nied.
- Hiptage benghalensis (L.) Kurz  forma macroptera (Merr.) Nied.
- Hiptage benghalensis (L.) Kurz  forma typica Nied.
- Hiptage javanica Blume
- Hiptage macroptera Merr.
- Hiptage madablota Gaertn.
- Hiptage malaiensis Nied.
- Hiptage obtusifolia DC.
- Hiptage pinnata Elmer
- Hiptage teysmannii Arènes
- Molina racemosa Cav.
- Succowia fimbriata Dennst.
- Triopteris jamaicensis L.

### Liste des sous-espèces et variétés
Selon Catalogue of Life (17 septembre 2016) :
- sous-espèce Hiptage benghalensis subsp. benghalensis
- sous-espèce Hiptage benghalensis subsp. candicans
- variété Hiptage benghalensis var. longifolia
- variété Hiptage benghalensis var. rothinii
- variété Hiptage benghalensis var. tonkinensis

Selon Tropicos (17 septembre 2016) (Attention liste brute contenant possiblement des synonymes) :
- sous-espèce Hiptage benghalensis subsp. candicans (Hook. f.) Sirirugsa
- variété Hiptage benghalensis var. benghalensis
- variété Hiptage benghalensis var. longifolia R.C. Srivast.
- variété Hiptage benghalensis var. rothinii R.C. Srivast.
- variété Hiptage benghalensis var. tonkinensis Dop

## Utilisation
Hiptage benghalensis est une plante largement cultivée comme plante ornementale dans les régions tropicales pour ses fleurs attrayantes et odorantes.
On peut la tailler pour la former comme un arbre ou un arbuste, ou la conduire comme une plante grimpante.
La plante est aussi occasionnellement cultivée à des fins médicinales dans le cadre de plusieurs médecines traditionnelles pour soigner diverses maladies.
Cette plante est réputée posséder des propriétés antibactériennes, antifongiques, antidiabétiques, anti-inflammatoires, anticancéreuses, antimutagènes et hépatoprotectrices.
Selon l'Ayurveda, Hiptage benghalensis est rafraîchissante, vulnéraire, astringente, expectorante, cardiotonique, anti-inflammatoire, insecticide, cicatrisante, et est utilisée pour traiter notamment la sensation de brûlure, les blessures, le prurit, les ulcères, la gale, la lèpre, les maladies de peau, la toux, l'asthme, les problèmes cardiaques, les rhumatismes, l'obésité, les hémorragies, etc.